# Eve 8 – Außer Kontrolle
Eve 8 – Außer Kontrolle (Originaltitel: Eve of Destruction) ist ein US-amerikanischer Science-Fiction- und Actionfilm aus dem Jahr 1991 von Duncan Gibbins mit Gregory Hines sowie Renée Soutendijk in der Titelrolle. Der Film ist eine Co-Produktion von Interscope Communications, Nelson Entertainment und Radar Pictures im Verleih von Orion Pictures.

## Handlung
Die promovierte Wissenschaftlerin Eve Simmons hat einen Androiden entwickelt. Eve 8 sieht ihr zum Verwechseln ähnlich; zudem wurde der Android mit Erinnerungen und Gefühlen der Wissenschaftlerin ausgestattet. Mit einem Regierungsagenten unternimmt Simmons einen Testlauf in San Francisco. Dabei geraten die drei in einen Banküberfall, bei dem der Agent getötet und Eve 8 angeschossen wird. Der Android stößt den Räuber durch eine Scheibe, greift seine Waffe und verschwindet. Bill Schneider von der Nationalen Sicherheitsbehörde beauftragt den Ex-Marine und Sicherheitsexperten Jim McQuade, den Androiden wiederzufinden. Der Colonel wurde ausgewählt, weil der Android für den Kampfeinsatz entwickelt wurde und sich durch die einen Defekt der Elektronik verursachende Schusswunde im Kampfmodus befindet.
Simmons verabschiedet sich von ihrem Sohn Timmy, der zu seinem Vater nach New York zurück reist. Sie erklärt McQuade später, dass man Eve 8 nur durch einen Schuss in die Augen ausschalten kann. Allerdings verschweigt sie, dass im Kopf des Androiden ein Nuklearsprengsatz versteckt ist. Zur gleichen Zeit nutzt Eve 8 eine Kreditkarte und deckt sich mit Munition und neuer Kleidung ein. Zudem besorgt sie sich einen Mietwagen und eine Straßenkarte. In einer Bar lernt sie den Aufreißer Cal kennen, mit dem sie in ein Motelzimmer geht. Als Cal sie als Schlampe bezeichnet, was Simmons brutaler Vater ständig getan hat, beißt sie dem Mann den Penis ab. Cals Freunde wollen ihm zu Hilfe kommen, werden aber von Eve 8 außer Gefecht gesetzt. Polizeibeamte entdecken den Mietwagen und alarmieren Simmons und McQuade. Im folgenden Schusswechsel sterben mehrere Beamte.
Simmons erinnert sich an die Bar aus ihrer Jugendzeit, woraufhin McQuade detaillierte Angaben über ihre Person verlangt, um so den nächsten Schritt des Androiden voraussagen zu können. Eve 8 reist unterdessen weiter, geleitet von Erinnerungen ihrer Schöpferin an deren Vater Walter Simmons, der betrunken seine Frau getötet hat. Am nächsten Morgen wird Eve 8 von einem ungeduldigen Fahrer Schlampe genannt. Der Android rammt den Wagen des Mannes und tötet ihn. Durch den Aufprall aktiviert sich der Nuklearsprengsatz, der nach 24 Stunden explodieren soll. Sie stiehlt einen Wagen und fährt Richtung Norden. Derweil fährt Simmons mit McQuade und einem SWAT-Team zu ihrem Vater. McQuade betritt das Haus und findet William Simmons bewusstlos und eine aufgeregte Eve 8 vor. Simmons versucht, den Androiden zu beruhigen, doch als der Vater zu sich kommt, wird er von Eve 8 getötet. Der Android entkommt und lässt drei tote Beamte hinter sich.
Simmons erkennt, dass der Android ihre eigenen Hassgefühle auslebt. Sie befürchtet, dass Eve 8 nach New York weiterzieht, um ihren Ex-Mann Peter Arnold aufzusuchen, der das Sorgerecht für Timmy hat. Trotz Überwachung kann Eve 8 in das Appartementhaus eindringen. Von der anderen Straßenseite aus ruft Simmons ihren Ex-Mann an und fordert ihn auf, mit Timmy sofort in die Lobby zu kommen. Doch der Android kann Arnold niederschlagen und Timmy entführen. McQuade und Simmons folgen Eve 8 und dem schreienden Timmy durch die Straßen in einen U-Bahn-Tunnel. McQuade erhält Nachricht von einem entgegen kommenden Zug, während Eve 8 den Jungen die Gleise entlang trägt. Sie verwickelt McQuade in einen Schusswechsel, verbraucht dabei ihre restliche Munition. Vom Bahnsteig aus bittet Simmons den Androiden, ihr den Jungen zu reichen. Eve 8 erinnert sich an glückliche Momente mit Timmy und wirft ihn in die Arme der Wissenschaftlerin. McQuade schießt ihr seine letzte Kugel ins rechte Auge. Sekunden später rast der Zug an und trifft Eve 8, die jedoch sowohl den Aufprall als auch den Schuss übersteht. Simmons lenkt den Androiden mit dem Wort Schlampe ab und schießt ihr ins linke Auge. Eve 8 ist ausgeschaltet, der Sprengkörper einige Sekunden vor Ablauf der der eingestellten 24 Stunden deaktiviert.

## Produktion

### Hintergrund
Gedreht wurde der Film Eve of Destruction, wobei englisch Eve für den weiblichen Vornamen, aber auch für „Vorabend“ stehen kann, vom 11. Dezember 1990 bis Mitte März 1991 in San Francisco, Los Angeles und New York.
Das Budget des Films belief sich auf 15 Millionen Dollar. Für den Film wurde die Inneneinrichtung des Bahnhofs Lexington Avenue/53th Street der New York City Subway nachgebaut. In San Francisco wurde innerhalb von zwei Tagen mit nur 20 Crewmitgliedern und Darstellern gedreht. Hinzu kamen 30 Einwohner, die als Statisten arbeiteten. Erschwert wurden die Dreharbeiten durch heftige Regenfälle.

### Stab
Peter Lamont war für das Szenenbild zuständig, Deborah Lynn Scott für die Kostüme.

### Besetzung
Die Rolle von Eves Vater, William Simmons, wurde von Kevin McCarthy gespielt, der im Abspann unerwähnt blieb.

### Soundtrack
Der Soundtrack des Films erschien 1991 auf CD bei Colossal Records. Das London Symphony Orchestra unter der Leitung von Harry Rabinowitz und The Limehouse Synthesizer & Electronic Percussion Group spielte 13 Musikstücke von Philippe Sarde ein.

## Veröffentlichung
Die Premiere des Films fand am 18. Januar 1991 statt. In der Bundesrepublik Deutschland kam er am 6. Juni 1991 in die Kinos.

## Kritiken
Der Filmkritiken-Aggregator Rotten Tomatoes hat in einer Auswertung von zehn Kritiken eine Zustimmungsrate von 29 Prozent errechnet. Das Publikumsergebnis hat sich bei 14 Prozent positiver Bewertungen eingependelt.
Das Lexikon des internationalen Films schrieb: „Die psychologisch interessanten Aspekte der Geschichte werden verschenkt, die genreüblichen Gewaltszenen dagegen selbstzweckhaft ausgespielt.“
Die Filmzeitschrift Cinema befand: „Das mäßig geistreiche Skript bietet nur platte Action und ein wenig Sex. Fazit: Nette Trash-Idee, lustlos inszeniert.“
Richard Harrington schrieb in der Washington Post, der Film sei eine Art psychologischer Bohrer gekleidet in billigen Techno-Babbel. Die absurde Geschichte biete die Aussicht auf Comedy oder Drama, doch Regisseur Gibbins erliege zweier großer Probleme. Das geringe Budget erlaube bis auf ein oder zwei kleinere Ausnahmen keine besonderen Spezialeffekte. Das größere Problem liege jedoch bei der Hauptdarstellerin. Die Holländerin, deren größeres Problem ihr Englisch und nicht ihre Schauspielkunst sei, schwanke zwischen der Schneidigkeit der Androidin und dem eisigen antisozialen Verhalten der Wissenschaftlerin, ohne sich auf einen Aspekt zu konzentrieren oder ihn glaubwürdig zu machen.
Kevin Thomas von der Los Angeles Times notierte, der Film könne gut als der geistreichste, originellste und provokativste Science-Fiction-Thriller des Jahres 1991 durchgehen. Er sei eine attraktiv gestaltete schöne Produktion.
Das Magazin Time Out stellte fest, dass aus der Prämisse des Doppelgängers, der die unterdrückten Triebe des Schöpfers auslebt, zu wenig gemacht werde. Explosive Action werde durch geschwollene, redselige Szenen unterbrochen.
Der Kritiker des TV Guide sah einen Film, dessen Geschichte sich rund um eine alberne Idee drehe, aber dennoch unterhaltsam sein könnte. Unglücklicherweise sei er fürchterlich langweilig. Der Kontrast zwischen der Wissenschaftlerin, die ihre menschlichen Gefühle unterdrückt, und dem Androiden, der sie auslebt, funktioniere nicht. Die Storyentwicklung sei nur rudimentär und die Dialoge schmerzhaft pflichtbewusst. Einige wichtige Passagen werden oft genug wiederholt, so dass auch der unaufmerksamste Zuschauer es mitbekomme.